# Horheim

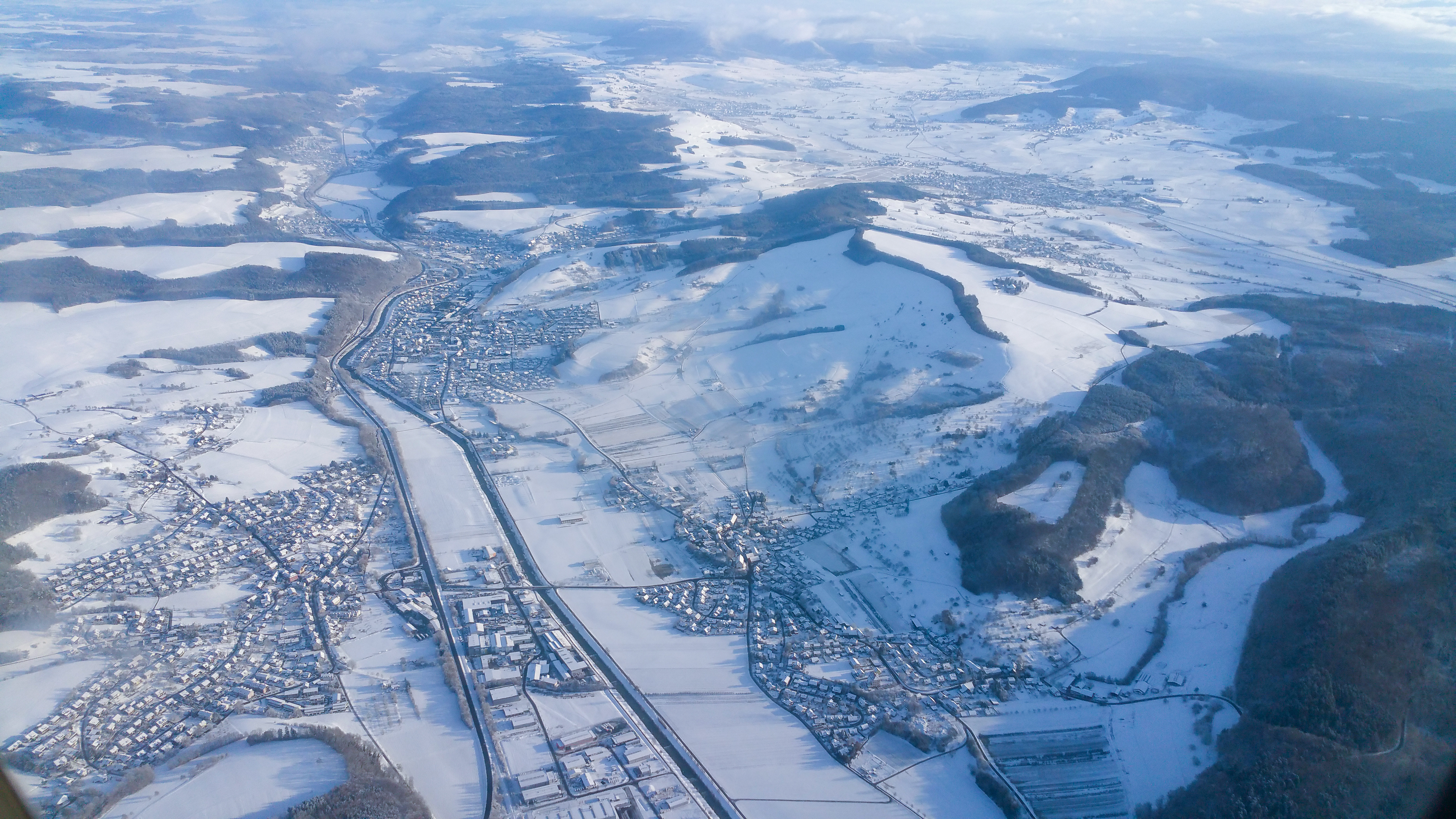
Luftbild von Horheim vom 31. Januar 2015

Das Dorf Horheim ist ein Ortsteil der Gemeinde Wutöschingen mit 1992 Einwohnern (Stand: 30. Juni 2011) im Landkreis Waldshut in Baden-Württemberg.

## Geographie

### Geographische Lage
Horheim liegt am östlichen Rand des Südschwarzwalds (Schwarzwaldabdachung) auf 373 m ü. NN am rechten Ufer der Wutach, südwestlich des Kernortes Wutöschingen. Die Wutach wurde auf Gemarkung Horheim durch Bau und Unterhaltung von Wehre und des Mühlkanals für Mahlmühlen und Turbinen wirtschaftlich nutzbar gemacht. Beim Kanal Richtung Wutöschingen gab es in den früheren Jahren noch ein „Maidlebad“ und ein „Bubenbad“, das sich beim Kanalauslauf in die Wutach befand.

### Gliederung
Zu Horheim gehören das Dorf Horheim, der Zinken Höfe (Horheimerhöfe, ehemals Lütislo [1347]) und die Höfe Hölzlehof (Linsenbodenhof) und Löchlehof (Hofgut Dörneck).

## Geschichte
Aus der Frühzeit registrierte Egon Gersbach mehrere Steinbeile, Klingen aus Funden zwischen 1908 und 1940, teils mir „Verbleib: Früher Priv.-Slg. F. Maurer, Horheim“ benannt. Aus späterem Jahrhundert stammt der Fund einer spätrömischen Zwiebelknopffibel bei Horheim.
Die Namensendung zu „Lütisloh“ (= Horheimer Höfe) mit dem Suffix -lôh scheint alemannischen Ursprungs zu sein. Dies korrespondiert mit der von der Wutach abgeschiedenen Lage, während die Namensendung -heim für eine Siedlungsgründung im Zuge der fränkischen Landnahme spricht. Als „Heim am Sumpf“ (‚Hor‘) erhielt der Ort dann nach der Unterwerfung der Alamannen durch die fränkischen Merowinger im 6. oder 7. Jahrhundert seinen Namen.
Erst ab dem Spätmittelalter existieren gesicherte schriftliche Quellen für die Ortsnamen. Die erstmalige urkundliche Erwähnung des Ortsnamens „Horheim“ stammt aus dem Jahr 1303, von „Lütisloh“ aus dem Jahr 1307.
„Das Dorf wird 1315 urkundlich als Horhain erwähnt. 1433 hieß es Horhan und 1601 Harhaim.“

### Herrschaft Wutental
Horheim und Lütisloh (Höfe), Wutöschingen und Schwerzen gehörten zum Wutenamt auch Wuottendal, deren Gemarkungen teils dem Klettgau, teils dem Alpgau zugehörten. Das Wutenamt wurde verwaltet von den großen Meierhöfen (Lütisloh, Berauer Hof von 1722, abgebrochen im Mai 2013). Ein eigenes Amtshaus bestand im Wutenamt nicht.
Der gesamte Klettgau war einst ein Besitz der Herren von Krenkingen. Der größte Teil der heutigen Gemarkung befand sich zu dieser Zeit im kirchlichen Besitz des Klosters Berau, dessen organisatorischer Mittelpunkt der Dinghof Lütisloh bildete. Er wurde nachweisbar in einem Dingrodel für das Jahr 1307 genannt. Unter Heinrich II. von Krenkingen, der Stadtgründer von Tiengen, begann jedoch der Niedergang des Geschlechtes.
In Geldnot geraten veräußerten die Krenkinger die Herrschaft im Jahr 1361 an die im Linzgau ansässigen Herren von Hohenfels, welche sie 1410 an die aus dem Zürichgau stammenden Edlen von Rumlang verkauften. Über diese kam die Herrschaft im Jahre 1488 durch Kauf an die Grafen von Lupfen, die den Besitz zur eigentlichen Herrschaft ausgebildeten, woraufhin die landgräfliche Herrschaft dann zum ersten Mal deutlich in den Urkunden erschien.
Nach ihrem Aussterben im Jahre 1582 gelangte die Herrschaft durch Erbschaft an die Reichsmarschälle von Pappenheim. 1603 verkaufte Maximilian von Pappenheim, Landgraf zu Stühlingen, die Herrschaft Wutental an Karl Ludwig zu Sulz und final 1639 an die Fürsten von Fürstenberg. Horheim war bereit im 16. Jahrhundert der Sitz eines Obervogtes, dem die Herrschaft unterstellt war. Ebenso wie Degernau ist Horheim ein alter Wallfahrtsort mit der Antoniuskapelle aus dem Jahre 1687.
Noch vor 1691 wurde das noch heute bestehende Stühlingische Vogthaus, auch „Schlößle“ genannt, errichtet. Bekanntester Vogt war Hans Martin Büche er stammte vom Berauer Hof. Er war zugleich Schaffner für St. Blasien und besaß 14 Höfe, eine Mühle und umfangreichen Landbesitz. Später war in diesem Haus die Wirtschaft „Rebstock“, heute Privathaus.
In Horheim lebten im 17. und in der ersten Hälfte des 18. Jahrhunderts einige jüdische Familien, die vermutlich der Synagogengemeinde Stühlingen oder Tiengen angehörten. 1743 wurden die Horheimer Juden wie diejenigen aus Stühlingen ausgewiesen.

### 19. Jahrhundert
Horheim unterstand mit allen Rechten der fürstenbergische Landgrafschaft Stühlingen. Nach dem frühen Tod des Fürsten von Fürstenberg wurde 1806 die Landgrafschaft aufgrund der Rheinbundakte im Gefolge des Reichsdeputationshauptschlusses mediatisiert dem Großherzogtum Baden zugeschlagen, das bis 1871 als souveräner Staat bestand. Der Ort kam 1807 zum standesherrlichen Amt Stühlingen, das ab 1809 dem badischen Donaukreis mit Sitz in Villingen zugeordnet war. 1813 wurde Horheim dem standesherrlichen Amt Tiengen zugeschlagen, es war ab 1813 dem Wiesenkreis zugeordnet und wurde 1819 aufgehoben. Horheim kam daraufhin 1819 zum Bezirksamt Stühlingen und war dessen südlichste Gemeinde. Der Amtsbezirk Stühlingen zählte zum badischen Seekreis.
Anfang des 19. Jahrhunderts wurden durch den badischen Ingenieur Johann Gottfried Tulla Pläne aufgestellt, die Wutach, deren Hochwasser das Tal immer wieder überschwemmte und in eine Sumpflandschaft mit zahlreichen Flussarmen verwandelt hatte, abschnittsweise einzudämmen und auszubauen. Erst nach dessen Ableben wurden während der Jahre 1837/39 die Pläne realisiert.
Von 1826 bis 1889 wanderten vor allem aufgrund wirtschaftlicher Ursachen 32 Personen aus Horheim aus. Im Jahr 1844 wurde der Ortsteil „Im Thal“ durch einen Brand vernichtet.
1857 wurde das Bezirksamt Stühlingen aufgehoben und dem Bezirksamt Bonndorf zugeteilt. Ab 1864 war das Bezirksamt Bonndorf Teil des Kreises Waldshut.

### 20. Jahrhundert

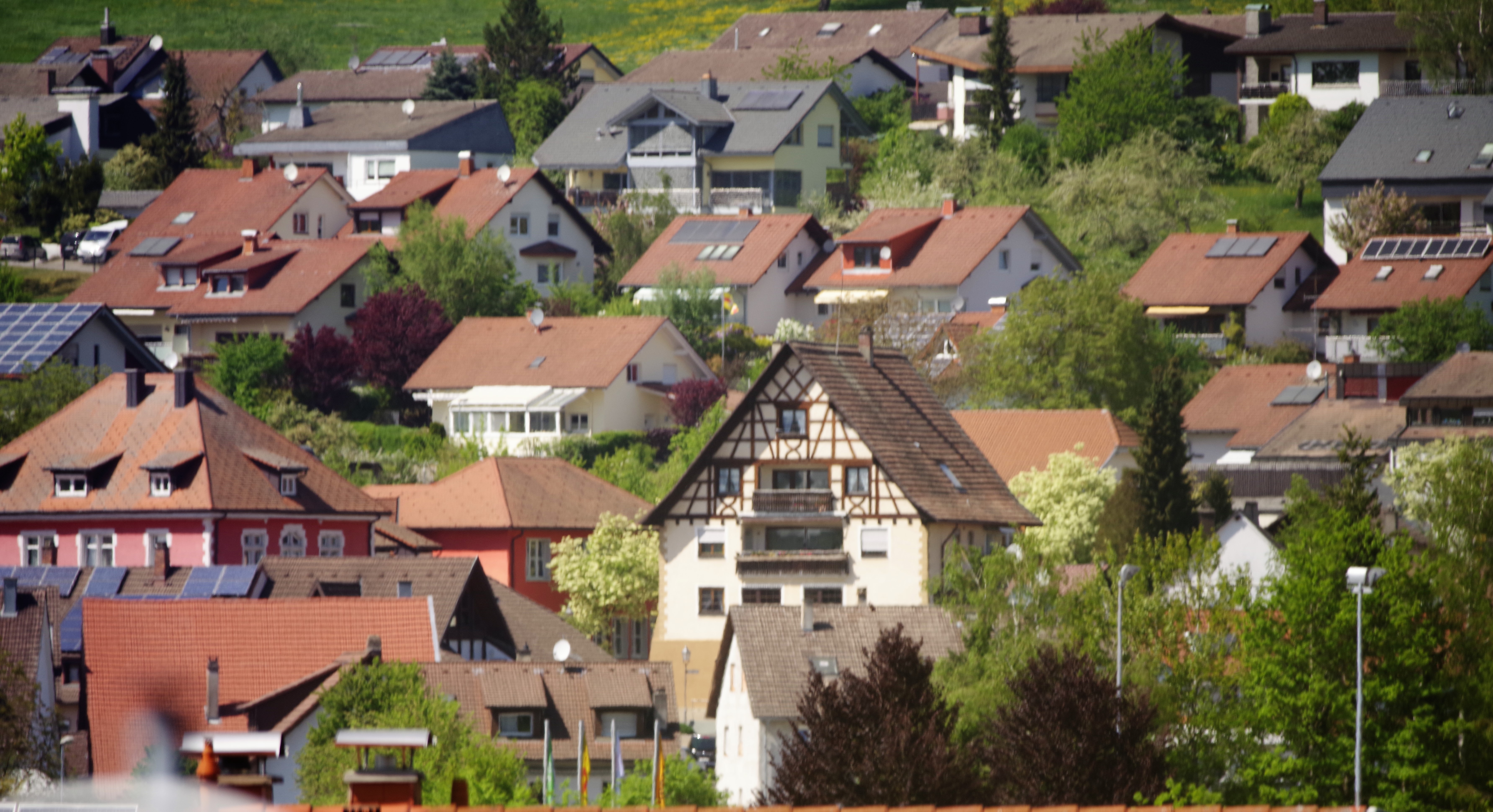
Ortskern von Horheim

Nach dem Ersten Weltkrieg (1914–1918), in dem die Gemeinde 17 Kriegstote beklagte, gehörte sie bis 1933 zur Republik Baden. 1924 war das Bezirksamt Bonndorf aufgehoben worden und Horheim wurde dem Bezirksamt Waldshut zugeteilt. Ab 1936 war Horheim selbstständige Gemeinde des Landkreises Waldshut.
Zur lokalen Infrastruktur gehörten noch viele Handwerksbetriebe, ein Schuhmacher, ein Wagner, der gleichzeitig Leichenschauer und Sargmacher war, eine Schmiede, eine Wagnerei, ein Malergeschäft, eine Sattlerei, eine Polsterei und ein Hafnerbetrieb (Töpferei Lenz). Damals war Horheim als Wallfahrtsort beliebt. Viele der Wallfahrer besuchten nach dem Wallfahrtsgottesdienst am Freitag, diese Töpferei, um Töpfereien zu kaufen. 1934 wurde in der Horheimer Hafnerei sogar ein Lehrfilm gedreht. Zu Beginn der 1940er Jahre wurde der Betrieb geschlossen. Eine Gruppe junger Künstler versuchte um 1948 die Wiederbelebung, doch bereits nach zwei Jahren gab man wieder auf.
Nach dem Zweiten Weltkrieg (1939–1945) wurde das vorwiegend landwirtschaftlich geprägte Horheim von den Franzosen besetzt und somit Teil der französischen Besatzungszone. Ab 1945/46 war die Gemeinde Südbaden zugeordnet, das 1952 im heutigen Bundesland Baden-Württemberg aufging. In den Nachkriegsjahren gewann Horheim durch Neubau mehr Einwohner; Familien mit Kindern ließen sich nieder.
Im Zuge der Gemeindegebietsreform in Baden-Württemberg wurde die bis dahin selbständige Gemeinde Horheim mit Wirkung vom 1. Januar 1975 nach Wutöschingen eingemeindet.

### Einwohnerentwicklung
Die Einwohnerentwicklung von Horheim:
| Datum | Einwohner |
| ----- | --------- |
| 1817  | 403       |
| 1848  | 564       |
| 1933  | 524       |
| 1939  | 613       |
| 1961  | 887       |
| 1970  | 1267      |

## Politik

### Bürgermeister
- 1904–1933: Josef Schey[3]
- 1934–1941: Emil Maier[3]
- Josef Gamp (kommissarisch)
- Martin Wissmann (kommissarisch)[3]
- ab 1945: Josef Gantert (kommissarisch)[3]
- ab 1948: Karl Weissenberger[3]
- bis 1974: Horst Albicker[3]

### Wappen
Das Wappen der ehemals selbständige Gemeinde Horheim zeigt in Rot mit blau-silbernem Wolkenbord (abgeleitet aus dem Fürstenbergischen Wappen), zwei schräggekreuzte goldene Schlüssel mit den Bärten nach oben und auswärts gekehrt, die das Symbol der ehemaligen Vogtsfamilie Büche darstellen.

### Partnerschaftliche Verbindung
Seit längerer Zeit bestehen zwischen dem Stadtteil Horrheim, Vaihingen an der Enz, und dem Ortsteil Horheim partnerschaftliche Verbindungen. Eingeleitet wurden die Kontakte des damaligen Ortschaftsrates mit Kurt Büche und Klaus Bramm aus Horrheim.

## Kultur und Sehenswürdigkeiten

### Bauwerke
- Die Antoniuskapelle ist eine katholische Wallfahrtskapelle inmitten von Horheim: Im 17. Jahrhundert wurde in jedem Horheimer Haus Landwirtschaft betrieben und dadurch der Unterhalt der Familien sichergestellt.[20] Im Jahr 1687, als die Margaretenkapelle, die im Gewann „Kapellenäcker und Kapellenackerreben“ stand, abgerissen wurde[21] oder kurz vor der Fertigstellung der Kapellenneubaus der Antoniuskapelle[22] kam es in Horheim und der Region zu einer verheerende Viehseuche. „Aus dem Wutach- und Steinatal und weiterher bis über Waldshut hinaus“ kamen zahlreiche Wallfahrer aus Dankbarkeit nach Horheim,[23] um den heiligen Antonius zu suchen und vom bitteren Leiden und Sterben des Herrn zu beten.[22] Die Horheimer wählten deshalb für ihren durch viele Spenden finanzierten Neubau als Ersatz für die 1687 abgerissene Margaretenkapelle Antonius den Einsiedler als Beschützer der Haustiere zum Hauptpatron.[21] Im gleichen Jahr 1687 wurde auch der Auftrag zum Bau eines Altars erteilt. Schreiner Adam Braun aus Mauchen erhielt den Auftrag, der aus der Rechnungsstellung hervorgeht. 1695 wurde die Kapelle durch den Weihbischof von Konstanz geweiht.[23] Die Gemeinde Horheim stellte im Jahr 1846 den zweiten Antrag beim Ordinariat Freiburg, eine eigene Pfarrei einzurichten. Die bestehende feste Brücke über die Wutach nach Schwerzen war erneut der Grund für die Ablehnung. Das Ordinariat wollte die kirchliche Gemeinschaft mit Schwerzen erhalten. Immerhin erhielt der damalige Kaplan Basler die Erlaubnis, in Horheim sonntägliche „Frühgottesdienste“ abzuhalten.[21] Mit der Zeit sind alle landwirtschaftlichen Betriebe aus dem Dorfbild verschwunden. Nur noch in den „Höfen“ und den Aussiedlergehöften wird die Landwirtschaft umgesetzt.[20] Die Kapelle wurde seit ihrer Errichtung mehrmals umgebaut und renoviert: Der neugotische Altar im Kirchenschiff wurde vom Bildhauer Josef Eberle aus Überlingen angefertigt und 1896[A 1] angeliefert. Das im Altar integrierte Standbild des Heiligen Antonius über dem Tabernakel ist eine beachtliche Leistung.[20] 1897 wurde von der Firma Mönch Orgelbau eine Orgel eingebaut.[24] 1957 gab es neue Fenster und 1962 ein neues Dach.[21] Im Zuge der Dorfentwicklung wurde 1991 das Gebäude außen und 1994 innen komplett renoviert.[22] Dank einer privaten Spende erhielt die Kapelle eine Lautsprecheranlage.[21] Durch die Neugestaltung der Dorfmitte von Horheim konnte die Kapelle eingebunden werden[20] und stellt für Ankommende der Einfahrt nach Horheim ein eindrucksvolles Bauwerk dar.[22]
- Mit dem Bau der Kapelle begann eine große Spendenfreudigkeit, die dazu führte, dass die kirchliche Geschichte von Horheim Einzug hielt: Die Geschichte der kirchlichen Gemeinde war mit dem Namen Büche verbunden. Johannes Büche hatte ein Stipendium eingerichtet, damit die Kaplanei mitten im Dorf immer besetzt war.[22] Das Standbild des Nepomuks am Dorfplatz trägt die Initialen HMB von seinem Sohn Hans Martin Büche und seiner Frau MB und die Jahreszahl 1760.[23] Heute sind die Pfarreien Horheim und Schwerzen zur „Pastoralgemeinschaft“ zusammengeschlossen und bilden eine Einheit.[21]
- Des Weiteren gibt es noch die 1805 vom Förster Johann Baptist Vogelsang erbaute kleine Dorneckkapelle. Sie wurde 1988 vollständig restauriert.[21]
- Das im Jahre 1905 erstellte Schul- und Rathausgebäude in der Bergstraße dient seit Inbetriebnahme der Auwiesenschule vorwiegend als Vereinshaus mit Veranstaltungs- und Volkshochschulraum (VHS) und Jugendmusikschule. Auf Grund der schlechten Bausubstanz 2003/04 wurde das historische Gebäude umgebaut und saniert. Im Inneren wurden die alten Holztäfer von dicken Farbschichten befreit und ein Speicher zu Schulungs- und Mehrzweckraum mit neuen Dachgauben, sichtbare Dachkonstruktionen und Parkettboden umfunktioniert. Die Fassade wurde in einem kräftigen Rotfarbton gestaltet. Bestehende Fassaden-Wandbilder die vom Heimatkünstler Ulrich Christoph Eipper mit Schulkindern umgesetzt und realisiert wurden, sind nach dem Aufbringen des Vollwärmeschutzes von einem Künstler wieder neu aufgemalt worden.

### Regelmäßige Veranstaltungen
- Die Wallfahrt zur Antoniuskapelle ist ein fester Bestandteil im Kirchenjahr von Horheim: Sie war stets nur von lokaler Bedeutung. Mit dem Rückgang der Landwirtschaft ist auch die Wallfahrt zurückgegangen, doch am Fest zu Ehren des heiligen Antonius, am 17. Januar, kommen immer noch viele Gläubige in Horheim und aus der näheren und weiteren Umgebung und begehen den „Großen Wallfahrtstag“.[21] Das Fest der Wallfahrt zum Antoniustag war früher in Horheim ein Feiertag.[22]

## Wirtschaft und Infrastruktur

### Verkehr

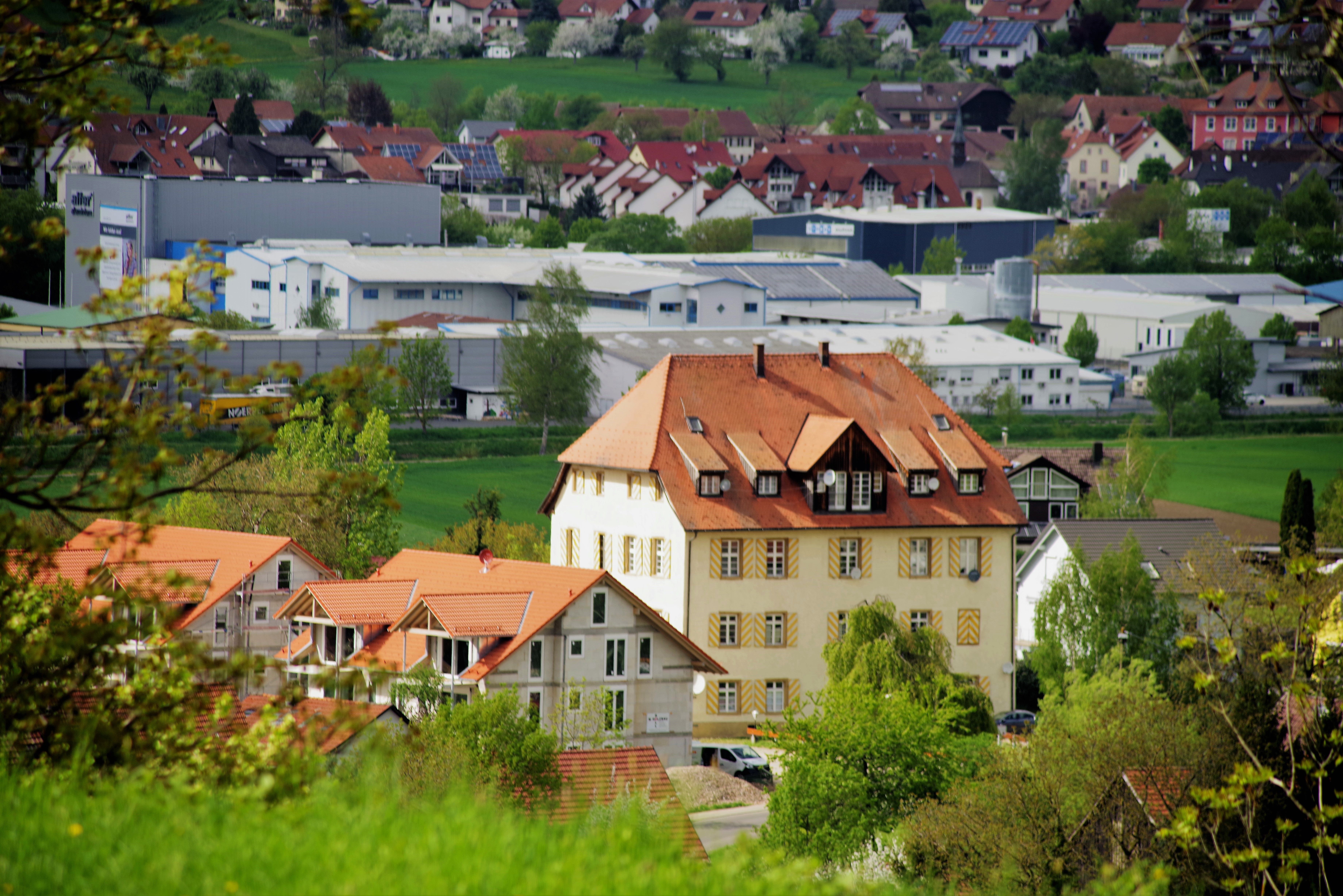
Blick von der Steig oberhalb Schwerzen über das Schloss Willmendingen in Richtung Industriegebiet Horheim mit der Firma Alfer

Horheim liegt an der Bundesstraße 314, der ehemaligen Landstraße Waldshut–Stühlingen. Der Bahnhof Horheim lag früher westlich des Ortskerns und war ein Haltepunkt der Wutachtalbahn. Der Streckenabschnitt der Wutachtalbahn zwischen Lauchringen über Horheim nach Immendingen an der jungen Donau wurde in mehreren Etappen zwischen 1875 und 1890 fertiggestellt. Bis 1978 besaß Horheim einen eigenen Bahnhof mit Güterhalle. An ihn erinnert heute nur noch die Bahnhofstraße.

### Bildung
In Horheim gibt es seit 1958 einen Kindergarten und die 1996 neugebaute Grundschule (Auswiesenschule Horheim-Schwerzen).

### Gewerbepark Horheim

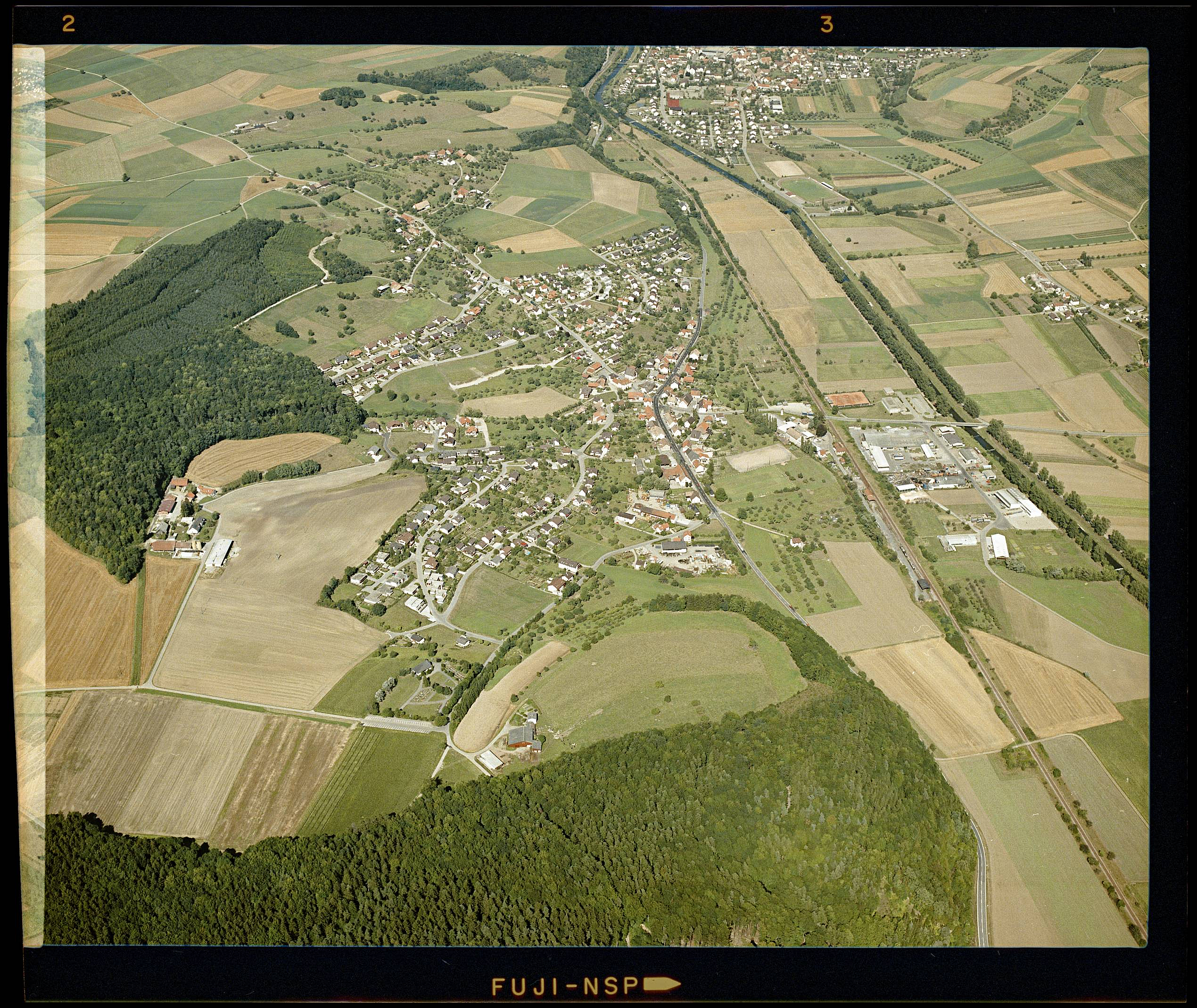
Luftbild auf Horheim, 1985

Auf dem Platz der Horheimer Mühle (erstmals erwähnt 1629 – abgebrannt am 2. Januar 1889) errichtete Henry Scheibli 1894 eine Zwirnerei. Das Wasser der Wutach wurde über ein Wehr im Mühlekanal hergeleitet. Verkehrsgünstig war auch der nahegelegene Bahnhof der Wutachtalbahn (eröffnet 1890). Von hier aus entstand um 1970 ein Industriegebiet: der kontinuierlich wachsende Gewerbepark Horheim.
Seither haben sich zahlreiche Firmen angesiedelt, insbesondere die Aluminiumverarbeitung ist hier traditionell vertreten. Daneben gibt es Handel- und Handwerksbetriebe wie Fensterbau, Schreinerei, Kaninchenstallbau, Bestatter, Steinbildhauer, Kfz-Werkstatt, Fahrzeughandel, Beschrifter, Maschinen- und Anlagenbau, Gerüstbau, Transportunternehmen sowie ein Fitnessstudio. Der Gewerbepark Horheim erhielt (2021) eine neue Straßenanbindung an die B314. Die bisherige Wutachbrücke zwischen Horheim und Schwerzen wurde erneuert.

## Persönlichkeiten

### Söhne und Töchter des Ortes
- Gregor Leu (* 1696 in Horheim, † 1730), Benediktinerpater und Philosophieprofessor im Kloster Rheinau
- Roland Rudigier (* 1942, † 2012), Werkzeugmacher, Musiklehrer und Dirigent, langjährig Mitglied der Fricktaler Musikanten

### Persönlichkeiten, die vor Ort gewirkt haben
- Johann Peter Leu (†), Fürstlich Fürstenbergischer Kammerrath
- Johannes Büche (†), Vogt in Horheim[25]
- Hans Martin Büche (†), Fürstlich Fürstenbergischer Vogt in Horheim[26]
- Kurt Büche (* 1922 in Freiburg, † 2017 in Horheim), Kommunalpolitiker, Träger der Ehrenmedaille des Landes Baden-Württemberg und des Gemeindetages Baden-Württemberg, der Ehrenmedaille der Gemeinde Wutöschingen sowie 1997 des Bundesverdienstkreuzes am Bande.[27][28]
- Adolf Karl Ludwig Claus (1838–1900), Chemiker
- Hans Ruppaner (1927–2010), Rektor a. D., Kommunalpolitiker, Chorleiter, Heimatforscher, Fotograf, Kulturveranstalter und Bundesverdienstkreuzträger[29]